# François-Hubert Drouais
François-Hubert Drouais, (Paris, 14 de Dezembro de 1727 – Paris, 21 de Outubro de 1775) foi um célebre pintor francês, especializado em retratos. Durante sua carreira, ele se estabeleceu como um dos principais retratistas da era de Luís XV.

## Biografia
François-Hubert Drouais fazia parte de uma dinastia de pintores franceses, incluindo seu pai, Hubert Drouais (1699-1767), e seu filho, Jean-Germain Drouais (1763-1788). Foi aluno de Donat Nonotte (1708-1785), e presume-se que ele tenha estudado com artistas como Charles Van Loo (1705-1765), Charles Joseph Natoire (1700-1777) e François Boucher (1703-1770). Tornou-se o principal rival de Jean-Marc Nattier (1685-1766), quando se candidatou à Academia Real de Pintura e Escultura, no final da década de 1750.
Era especializado em retratos da nobreza francesa, aristocratas estrangeiros, escritores e outros artistas. Drouais foi um dos pintores mais renomados da época, graças à sua técnica sofisticada, caracterizado pela espontaneidade das faces femininas, pela elegância de suas roupas e personalização de algumas de suas obras, como no caso de pinturas campestres paisagistas e figuras vestindo roupas rurais. 
Algumas de suas obras incluem as duas últimas amantes de Louis XV, Madame de Pompadour e Madame du Barry, respectivamente. Ele também pintou a jovem Maria Antonieta.

## Galeria

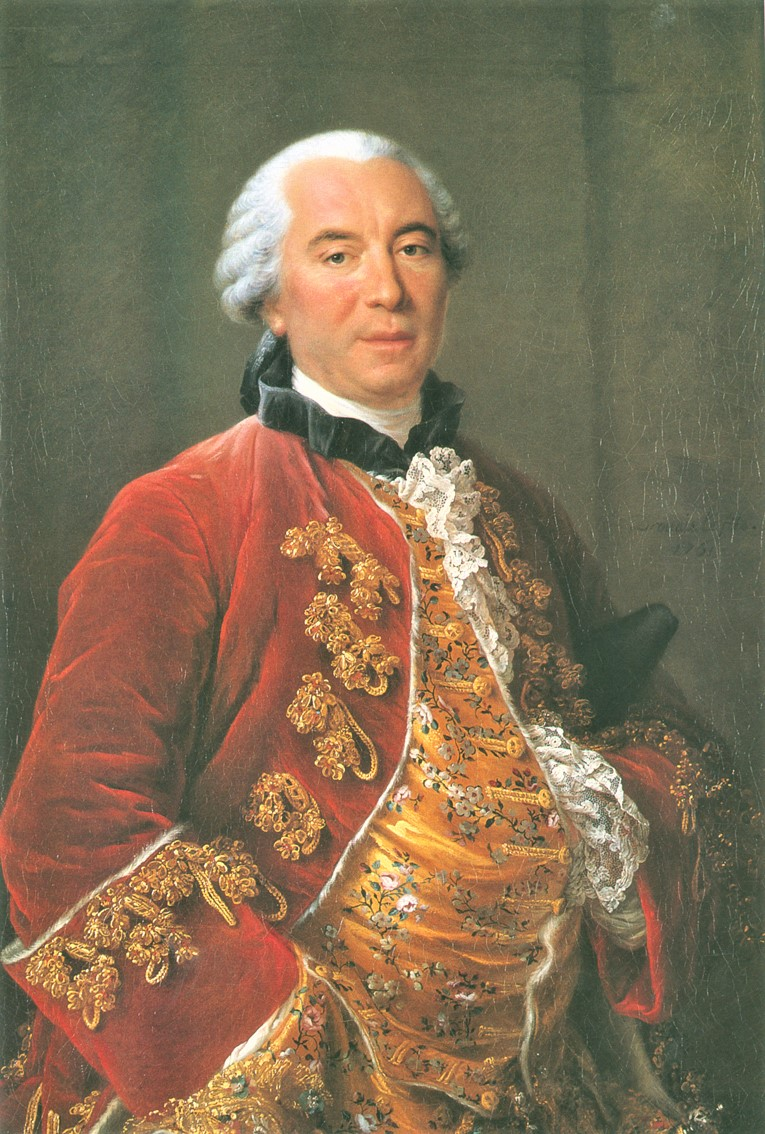
Retrato de Buffon
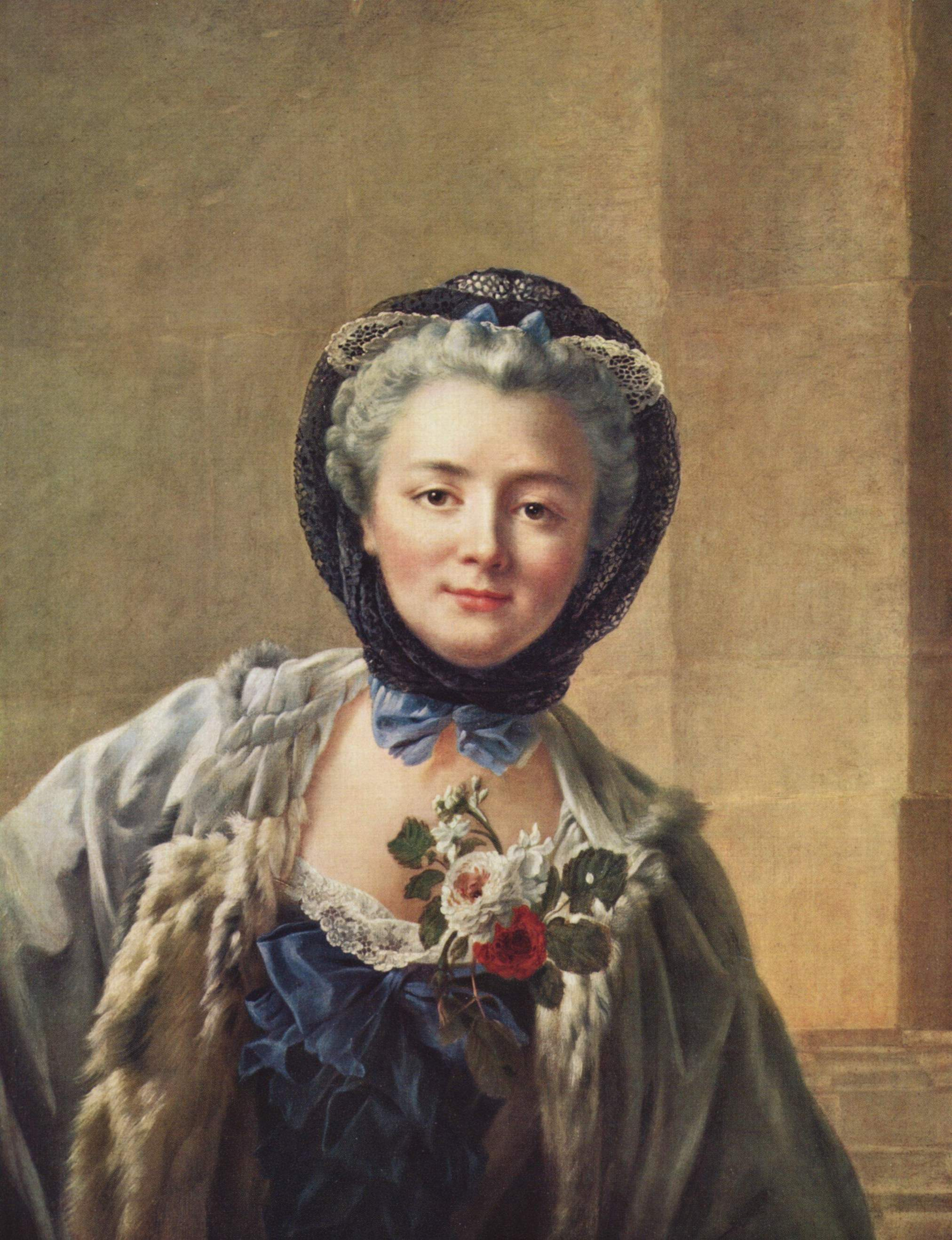
Retrato de Anne-Marie Françoise Drouais ou somente Retrato de Madame Drouais. Museu do Louvre, Paris.
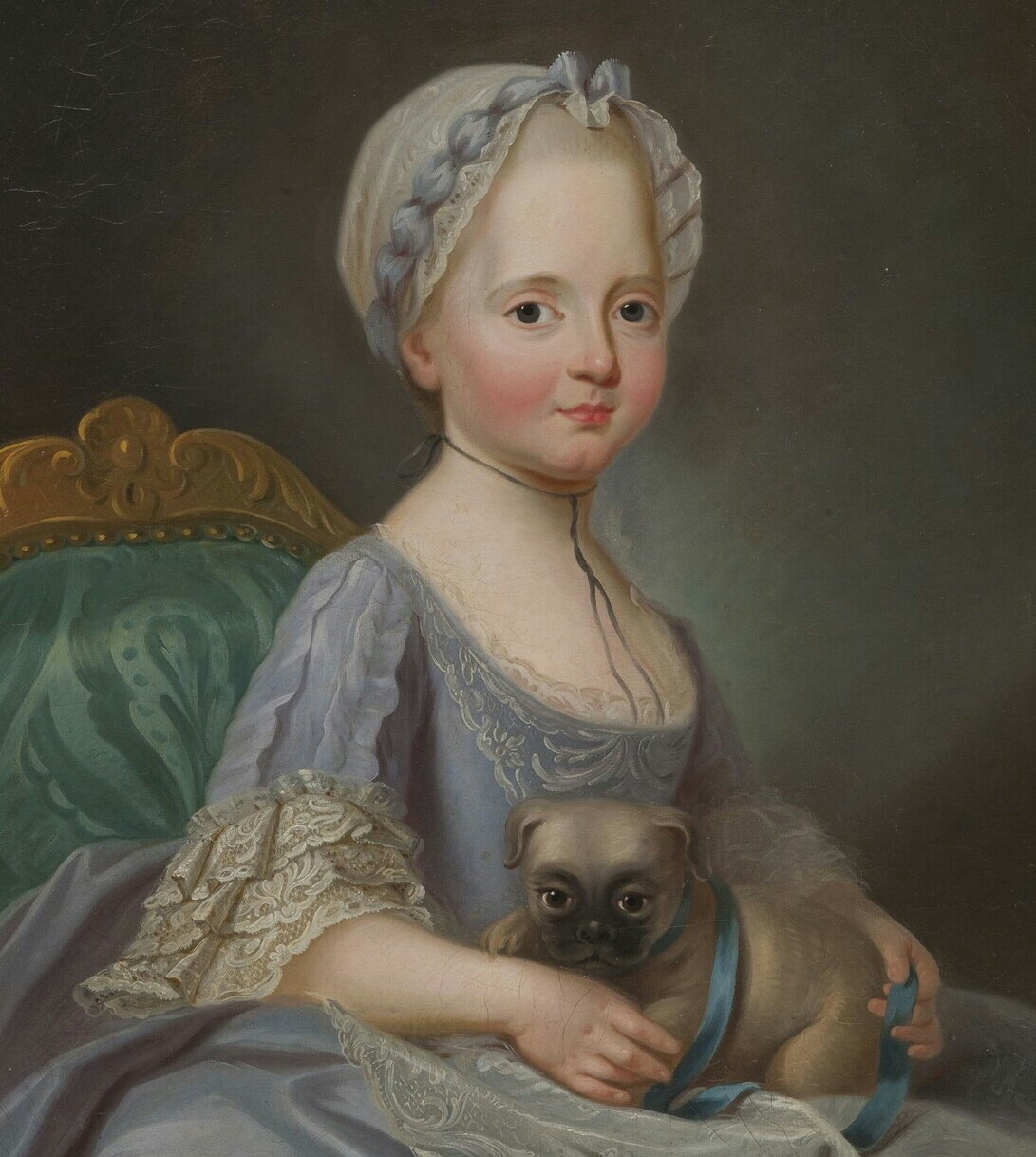
Retrato de Madame Élisabeth Philippine Marie Hélène von Frankreich